# Río Sieg
El Sieg es un río alemán, afluente del Rin por la derecha, de 153 km de longitud. Discurre por los estados federados de Renania del Norte-Westfalia y Renania-Palatinado.
Nace en el macizo de Rothaargebirge, en el municipio de Netphen. Fluye en dirección suroeste, pasa por la ciudad de Siegen y las colinas del Siegerland, a las que da nombre. Posteriormente forma la frontera entre el Bergisches Land, al norte, y el Westerwald, al sur. Después de atravesar las ciudades de Hennef y Siegburg desemboca en el Rin cerca de Niederkassel / Mondorf, a pocos kilómetros al norte del centro de Bonn, en una zona protegida denominada Naturschutzgebiet Siegaue.

## Afluentes
| - Ferndorfbach (derecha) - Weiss (izquierda) - Scheldebach (izquierda) - Heller (izquierda) - Elbbach (izquierda) | - Wisser Bach (derecha) - Nister (izquierda) - Etzbach (izquierda) - Bröl (derecha) - Hanfbach (izquierda) | - Wahnbach (derecha) - Pleisbach (izquierda) - Agger (derecha) |